# 国際連合安全保障理事会決議980
国際連合安全保障理事会決議980（こくさいれんごうあんぜんほしょうりじかいけつぎ980 英: United Nations Security Council Resolution 980）は、1995年3月22日に無投票で採択された決議。国際司法裁判所(ICJ) のロバート・ユーダル・ジェニングス判事が同年7月10日に発効することになったことを指摘した後、欠員に選挙を行うことを決定した。ICJに関する会議は、同年7月12日に安全保障理事会および国際連合総会の第49回会期中の会議で開催された。
英国の法学者であるジェニングスは、1982年から裁判所のメンバーであり、1991年から1994年までは裁判長官だった。